# Moustapha Sonko
Moutapha Sonko (Paris, 14 de junho de 1972) é um basquetebolista profissional francês atualmente aposentado. Sonko tem origem senegalesa e 1,92 m de altura, com 92 kg de peso. Atuava como Armador e durante sua carreira pela Seleção Francesa de Basquetebol conquistou a Medalha de Prata nos Jogos Olímpicos de Verão de 2000 em Sydney.